# Walter Alva
Walter Alva Alva (Contumazá, 28 giugno 1951) è un archeologo peruviano.
Divenne famoso per la scoperta delle tombe reali di Sipán, tra le quali si distingue quella del cosiddetto Signore di Sipán. Questi rinvenimenti permisero una migliore conoscenza della cultura moche (una civiltà preispanica che si sviluppò nel nord del Perù tra i secoli II e VIII d.C.).

## Biografia
Nacque nel distretto di Contumazá, nella provincia omonima della regione di Cajamarca. Figlio di Lorenzo Alva Lezcano e di Carmen Alva Mostacero, fece i suoi studi scolastici nel Collegio nazionale San Juan, a Trujillo. Entrò poi all'Università nazionale di Trujillo, dove si laureò.
Nel 1977 assunse l'incarico di direttore del Museo Brüning di Lambayeque. Realizzò scavi archeologici nelle Saline di Chao (1977), nella valle di Zaña (1977-1978), nella Collina Eten (1979) e a Purulén (1983). Ma sarebbe stata la scoperta delle tombe reali di Sipán, ciò che gli avrebbe dato la fama universale.

## Principali scoperte

### Signore di Sipán
Nel 1987 Alva fu chiamato dalla polizia per indagare su un sito a Sipán, dove huaqueros (tombaroli) avevano rubato manufatti provenienti da un sito archeologico. Malgrado fosse malato di bronchite, fece il viaggio. I rapinatori avevano scoperto la cripta di un signore, riempita di gioielli e oro, e Alva sapeva che era importante. Alva fece la maggior parte degli scavi senza indugio, in quanto era preoccupato che i rapinatori potessero ritornare e causare altri danni. Di conseguenza, iniziò a scavare senza fondi o il sostegno della polizia della zona, con le cose rese peggiori in conseguenza dell'uccisione del principale rapinatore da parte della polizia made.
Dopo aver scavato ancora, Alva trovò, tra le altre cose, il corpo intatto di un signore moche. Da questi ritrovamenti, egli ed altri studiosi furono in grado di determinare che Huaca Rajada, un gruppo di tre piramidi che un tempo si pensava appartenessero alla successiva cultura chimú, faceva in realtà parte della cultura moche. I ritrovamenti furono in seguito descritti dalla National Geographic Society come la più ricca tomba precolombiana intatta dell'emisfero occidentale.
Durante molti di questi anni, Alva fu direttore del Museo archeologico Bruning di Lambayeque.

### Murali a Ventarron
Nel 2007, Alva scoprì murali presso un tempio peruviano di 4.000 anni a Ventarrón. I murali, che mostrano un cervo catturato in una rete, sono considerati i più antichi delle Americhe. Alva determinò la loro età mediante il processo di datazione al carbonio. Il materiale da costruzione usaro presso il tempio non era primitivo. Di conseguenza, Alva fu in grado di dimostrare che la civiltà era in grado di spandersi più lontano di quanto si pensasse originariamente. Lavorò sullo scavo con suo figlio Ignacio, che è anche lui archeologo.

## Premi e riconoscimenti
- Ordine del Sole del Perù (1990)
- Distinzione onoraria dell'Istituto archeologico germanico (1991)
- Titolo di professore onorario dell'Università nazionale Pedro Ruiz Gallo di Lambayeque (1991)
- Medaglia d'onore del Congresso della Repubblica del Perù (1999)

## Pubblicazioni
- Geoglifos del Formativo en el valle de Zaña (1982)
- Los murales de Úcupe (1983)
- Tumbas reales de Sipán (1983)
- El descubrimiento del tesoro mochica (1989)
- Orfebrería del Formativo (1992)
- Sipán (1994)